# (5741) Akanemaruta
(5741) Akanemaruta – planetoida z pasa głównego asteroid okrążająca Słońce w ciągu 4 lat i 310 dni w średniej odległości 2,87 j.a. Została odkryta 2 grudnia 1989 roku w obserwatorium Nihondaira. Początkowo odkrycie przypisane astronomom Watariemu Kakei, Minoru Kizawie i Takeshiemu Uracie, później uznane za odkrycie zespołowe zespołu Stacji Oohira Obserwatorium Nihondaira. Nazwa planetoidy pochodzi od Akane Maruty (1988-1998), dziewczynki, która zginęła w wypadku. Jej imieniem nazwano Obserwatorium Astronomiczne Akane. Nazwa została zaproponowana przez N. Matsumoto. Przed jej nadaniem planetoida nosiła oznaczenie tymczasowe (5741) 1989 XC.